# 農業ムスメ!
『農業ムスメ!』（のうぎょうムスメ!）は、東映アニメーションが企画した日本のメディアミックスプロジェクト。神楽みのりによる4コマ漫画作品を中心に据え、現在までに外伝漫画作品とプロモーションアニメ作品、ウェブラジオが存在する。この作品が、東映アニメーションの漫画業界初参入作品となる。
キャッチコピーを「私、お米をつくります」とし、農業や地域活性化を応援する事も目的としている。

## 概要
2009年開催の東京国際アニメフェアにて東映アニメーションとマッグガーデンの共同プロジェクト「MG×TAプロジェクト」のひとつとして発表。キャラクターデザインは神楽みのり。その後同年9月18日より無料ウェブコミック誌『EDEN』（マッグガーデン）にて神楽みのりによるオールカラー4コマ漫画「農業ムスメ!」と、真狩とおるによる外伝漫画作品「農業ムスメ!〜イブキのふぁーまーずらいふ〜」の連載が開始された。外伝漫画はシリアスな話が中心のストーリー漫画作品でキャラクターもオリジナルであるが、2010年2月12日に連載が終了し単行本未発売。企画の中心である4コマ漫画は2010年12月24日まで連載され、マッグガーデンより単行本が全2巻で発売中である。このオールカラー4コマ漫画はアンコール配信と称して2011年1月14日より無料再配信されている他、スピンオフ4コマとして公式サイトでも2009年11月6日から2011年10月28日にかけて連載された。
また東映アニメーション制作でプロモーションアニメが製作され、CS放送局アニマックスにて2010年10月7日に「農業ムスメ!収穫の秋スペシャル」内で第0話として放送された。これに関連してウェブラジオ「農業ムスメ！〜みのり村放送局〜」が同年8月12日より公式サイトにて配信されていた。公式サイトでの配信終了後は2011年1月17日よりHiBiKi Radio Stationに移り、同年12月19日まで配信された。
先祖代々受け継がれてきた田んぼで米作りに励む姉妹（越野ヒカリと越野ヒカル）の日常を描いたコメディ作品。

## 登場人物
越野ヒカリ（こしの ヒカリ）
声 - 三上枝織
年齢：16歳。身長：155cm。体重：45kg。
髪は茶色でロングヘアー、稲穂の形をしたアホ毛が特徴の女子高生。人のお世話をするのが大好き。妹のヒカルと2人でみのり村で農業をしながら暮らしている。
越野ヒカル（こしの ヒカル）
声 - 辻あゆみ
年齢：11歳。身長：138cm。体重：27kg。
ヒカリの妹。髪は緑色のボブカット、苗の形をしたアホ毛がある。喋ることが出来ないため、スケッチブックに書いた文字でコミュニケーションを取っている。普段はサイコキネシスを使い、浮かべた釜に乗ってフヨフヨと浮かんでいる。
宮城こまち（みやぎ こまち）
声 - 廣田詩夢
年齢：16歳。身長：157cm。体重：44kg。
ヒカリの幼馴染。髪はネイビーブルーのロングヘアー。古くから続く忍者の家系の末裔のため、「くのいち」としての能力を有する。
黒羽ミチル（くろわ ミチル）
声 - 真堂圭
年齢：16歳。身長：152cm。体重：43kg。
黒羽財閥のお嬢様。髪はドリル型のツインテール。プライドは高いが、不器用でお人好し。アニメや漫画やゲームが大好きで、時にはコスプレをしたりして楽しんでいる。
花畑キラリ（はなばたけ キラリ）
声 - 高岡香
年齢：14歳。身長：145cm。体重：36kg。
みのり村神社の跡継ぎで、巫女。髪はパープルで、紙垂状の髪留めをしている。霊感が強いせいで友達と馴染めずにいたが、ヒカリに助けられて以来、「愛しのお姉さま」として慕っている。
藤棗（ふじ なつめ）
声 - 水原薫
年齢：15歳。身長：151cm。体重：42kg
呉歩（くれ あゆみ）
声 - 畑中彩希
年齢：16歳。身長：163cm。体重：46kg

## 書誌情報
- 神楽みのり『農業ムスメ!』、マッグガーデン 〈ブレイドコミックスEDEN〉 2010年 - 2011年、全2巻
  1. 2010年8月12日発売、ISBN 978-4-86127-765-8
  2. 2011年2月14日発売、ISBN 978-4-86127-827-3

## アニメ
漫画単行本第1巻の発売に合わせ製作された約3分半程のプロモーションアニメであり、書店などの店頭モニターにて放映されていた。2010年10月7日にはアニマックスにて、このプロモーションアニメが第0話として「農業ムスメ!収穫の秋スペシャル」内で放送。この番組内では第0話の他にアニメに出演した声優5人（三上枝織、辻あゆみ、廣田詩夢、真堂圭、高岡香）による実写映像「農業ムスメがお米をおいしく頂くためのオリジナル丼を作ります!」が放送され、米を使ったオリジナル丼を作る様をそれぞれのキャラクター紹介と合わせて放映した。なお第1話以降の制作と「農業ムスメ!収穫の秋スペシャル」の映像ソフト化は不明。
現在このプロモーションアニメは、アニメイトTVにて無料配信中である（実写映像は未配信）。

### スタッフ
- 原作、キャラクター原案：神楽みのり
- 監督：池畠ヒロシ
- 脚本：本川耕平
- キャラクターデザイン：砂川正和
- 美術設定：金子賢二
- 色彩設定：金久保高央
- 編集：木村悦子
- 音楽：Funta
- プロデューサー：森山義秀
- アニメーション制作：東映アニメーション

### 各話リスト
| 話数  | サブタイトル | 脚本     | 絵コンテ   | 演出       | 作画監督 |
| ----- | ------------ | -------- | ---------- | ---------- | -------- |
| 第0話 | -            | 本川耕平 | 池畠ヒロシ | 池畠ヒロシ | 砂川正和 |

### 放送局
| 放送局       | 放送期間      | 放送曜日 時間        | 備考         |
| ------------ | ------------- | -------------------- | ------------ |
| アニマックス | 2010年10月7日 | 木曜日 22:45 - 23:00 | リピートあり |

## ウェブラジオ
農業ムスメ!公式サイトにて、ウェブラジオ「農業ムスメ！〜みのり村放送局〜」が2010年8月12日より配信されていた。2011年1月17日から12月19日にかけては、HiBiKi Radio Stationで隔週月曜日更新に配信された。
- パーソナリティ
  - 三上枝織
  - 高岡香

- 配信期間
  - 2011年1月17日 - 2011年12月19日（全22回）